# Zettelkatalog
Ein Zettelkatalog (oder Kartenkatalog) ist ein Bibliothekskatalog, der aus vielen Katalogkarten (oder Zetteln) besteht, wobei auf jedem Zettel genau eine der in der jeweiligen Bibliothek vorhandenen Publikationen angeführt ist und jede Publikation mindestens einen Zettel erhält. Die Zettel werden üblicherweise in extra dafür angefertigten Katalogkästen nach dem Alphabet geordnet aufbewahrt. Der Zettelkatalog, vom heute gebräuchlichen elektronischen Bibliothekskatalog verdrängt, ist in vereinzelten Bibliotheken noch in Gebrauch.
In der Regel führten die Bibliotheken mehrere Zettelkataloge nebeneinander, die nach verschiedenen Kriterien (Autorname, Schlagwort, Titel der Publikation) geordnet waren.
Der entscheidende Vorteil gegenüber dem Bandkatalog ist, dass zwischen zwei Zettel immer noch ein weiterer Zettel passt (zwischen zwei Einträge in einem Bandkatalog passt nur solange noch ein Eintrag, solange noch ein beschreibbarer Zwischenraum bleibt). Der Zettelkatalog ist also unbegrenzt erweiterbar. Es gibt Zettelkataloge mit losen Zetteln, hier kann der Bibliotheksbenutzer oder Bibliothekar den gefundenen Zettel aus der Lade nehmen. Im anderen Fall sind die Zettel gelocht und mittels einer Lochstange im Katalogkasten fixiert. Die Zettel sind nicht frei herausnehmbar, wodurch die geordnete Reihenfolge gesichert werden soll. Farbige Leitkarten aus Pappe können das Ordnungsprinzip des jeweiligen Katalogs sichtbar machen.
Die anfangs noch handschriftlich oder mit Schreibmaschinen angefertigten Zettel wurden seit der Einführung der Elektronischen Datenverarbeitung durch ausgedruckte Zettelkarten verdrängt. Nach der Aufnahme einer Publikation in den elektronischen Katalog konnten beliebig viele Zettel der Publikation für die verschiedenen Zettelkataloge der Bibliothek ausgedruckt werden. Der Zettelkatalog ist heute nur noch in Bibliotheken in Funktion, die ihre Altbestände noch nicht anders erfasst haben. Ein Nachteil des Zettelkatalogs gegenüber dem OPAC ist, dass die Herstellung, Einordnung und Sortierung des Zettelkatalogs mit erheblichem Arbeitsaufwand verbunden ist. Auch sind Zettelkataloge ortsgebunden und benötigen oft viel Platz. Der Inhalt der meisten Zettelkataloge wurde deshalb mittlerweile mittels Retrokonversion digitalisiert und durch Retrokatalogisierung in OPACs übertragen.

## Die Katalogkarten und Katalogschränke
Die Katalogkarten (oder Zettel) bestanden aus starkem Papier oder aus Karton. Die Größe der einzelnen Zettel beträgt seit 1948 – nach dem Internationalen Bibliotheksformat – meist genau 7,5 cm × 12,5 cm.
Die Katalogschränke (Zettelkasten) sind in der Regel 6 m × 6 m groß und mit Schubladen mit einer Kapazität von je 1000 bis 1200 Katalogkarten bestückt.